# Jean Barthès
Jean Barthès mort le 18 avril 1904 à Toulouse fut un curé et poète catholique de la fin du XIXe siècle. 

## Biographie
Il fait de brillantes études en premier lieu chez les Frères, puis il entre au petit séminaire de l'Esquile. Sa souplesse d'esprit lui permet de passer aisément de l'algèbre à la poésie. Il finit par rentrer au Grand Séminaire et est ordonné prêtre en 1875.
Il est d'abord vicaire à Muret, puis passe à Notre-Dame de la Dalbade à Toulouse. Il est enfin nommé de curé de Venerque en 1885. Charmé par sa délicieuse église romane toute en brique, il n'en partira plus et c'est là qu'il composera tous ses poèmes. Un historien local dira de ce poète fin et délicat, qu'il "avait une physionomie très prenante et qu'il était un très sympathique curé de campagne. Il avait une fine intelligence, une haute culture et une éloquence réelle". Jean Calvet dira de lui que "de tous les poètes toulousains, il fut le plus original et le moins scolaire".
Il collabore à l'Art Méridional et l'Âme Latine tant sous son propre nom que sous le pseudonyme de Jean de la Hise. Il est ensuite couronné aux Jeux floraux en 1894 et 1895, année où il est nommé Maître des Jeux. C'est en cette qualité qu'il prononce le 3 mai 1898 l'éloge traditionnel de Clémence Isaure.
Il meurt le 18 avril 1904 à Toulouse où il s'était retiré pour raison de santé.
Étienne Richet a écrit sa biographie chez l'éditeur Chamuel. Ce modeste texte de 14 pages est aujourd'hui conservé à l'Université de Toulouse-Le Mirail.

## Œuvres
- Autour du clocher, 1895, préfacé par Émile Pouvillon ; Charles Fuster dans L'année des poètes (1896) dira de ce "recueil inspiré par son existence au milieu des paysans et son amour pour la campagne, qu'il est solide, nourrissant et plein de sève"[5].
- Reflets d'Évangile, 1900, le journaliste Alex Coutet dira de ce recueil qu'il "est plus grave, d'un art plus puissant que Autour du clocher" ;
- Derniers poèmes, 1906 (ouvrage posthume), préfacé par François Coppée.